# Menajahtwa
Menajahtwa est un duo hip-hop américain féminin, originaire de Compton, en Californie. Il est surtout connu pour avoir fait partie du label d'Eazy-E, Ruthless Records.

## Biographie
Le duo fait ses débuts en 1992 sur la chanson Merry Muthafuckin' Xmas de l'EP d'Eazy-E 5150: Home 4 tha Sick, en featuring avec Buckwheat et Will 1X. Deux ans plus tard, le 23 août 1994, le groupe publie son premier album, intitulé Cha-Licious, avec les participations d'Eazy-E, DJ Yella, Rhythum D et DJ U-Neek. L'album, qui comprend deux singles, La La La et Giv Tha Azz 2 No 1, est un échec commercial. 
En dépit de cet échec, le duo perdure encore pendant quelques années et apparaît en 1995 sur Gangsta Beat 4 Tha Street d'Eazy-E et en 1997 sur Swerve On d'Adina Howard. Le groupe se sépare peu de temps après.

## Discographie
- 1994 : Cha-Licious